# Serrat del Guaita
El Serrat del Guaita és un serrat del terme municipal de Monistrol de Calders, a la comarca del Moianès.
És el serradet que culmina el massís de Trullars, al sector nord-oest d'aquesta muntanya. En el seu cim, que fa una plataforma d'una certa extensió, es va instal·lar un lloc de guaita de prevenció d'incendis, cosa que li ha donat aquest nom, posat en principi pels mateixos guaites de foc, i actualment, 2010, esdevingut ja popular entre els monistrolencs.